# Molophilus (Molophilus) waukatte
Molophilus (Molophilus) waukatte is een tweevleugelige uit de familie steltmuggen (Limoniidae). De soort komt voor in het Australaziatisch gebied.